# Гура Володимир Романович
Володимир Романович Гура (нар. 9 серпня 1924, Польська Республіка) — радянський футболіст, нападник, футбольний тренер.

## Кар'єра гравця
У 40-х та 50-х роках XX століття виступав за «Спартак» (Станиславів) в аматорських турнірах.

## Кар'єра тренера
Тренерську діяльність розпочав по завершенні кар'єру гравця. Спочатку допомагав тренувати рідний клуб, а в 1961 році очолив «Спартак» (Станиславів). У 1965 році тренував «Карпати» (Коломия).

## Досягнення

### Як гравця
«Спартак» (Станиславів)
- Чемпіонат УРСР
  -  Чемпіон: 1955